# 舜山镇
舜山镇，是中华人民共和国安徽省滁州市来安县下辖的一个乡镇级行政单位。

## 行政区划
舜山镇下辖以下地区：
和平村、炮嘴村、石固村、练山村、林桥村、复兴村、舜山村、大安村、六郎村、三湾村、白鹭岛街道和复兴林场。